# Contea di Shuangbai
La contea di Shuangbai (双柏县S, Shuāngbǎi XiànP) è una contea della Cina, situata nella provincia di Yunnan e amministrata dalla prefettura autonoma yi di Chuxiong.